# Lycopsis
Lycopsis — вимерлий рід південноамериканських метатерій, що жили в міоцені в Аргентині та Колумбії.

## Історія
Хоча назва не була названа до 1927 року, Флорентіно Амегіно описав вид, який зараз вважається синонімом Lycopsis torresi, Anatherium oxyrhynchus, у 1895 році на основі гілки нижньої щелепи з кількома зубами. Скам'янілість була знайдена в Puesto Estancia La Costa в Санта-Крус, Аргентина, датована міоценом. Типовий матеріал Lycopsis був зібраний у липні 1895 року "C. Berry" з шарів середнього міоцену формації Санта-Крус уздовж річки Санта-Крус у тому ж районі. Скам'янілості (MLP 11-113) були фрагментарними, складали лише кілька фрагментів відділів щелепи від верхньої та нижньої щелепи, включаючи кілька молярів. Однак ці скам’янілості не були названі до тих пір, поки в 1927 році Анджело Кабрера не назвав Lycopsis torresi, загальна назва, що означає «вовкоподібний вигляд» за анатомією нижньої щелепи, а конкретна назва — на честь аргентинського палеонтолога та директора Музею де ла Плата в той час Луїс Марія Торрес.